# 梅里紗生
梅里 紗生（うめさと さき、11月22日 - ）は、日本の女性声優。愛知県出身。
以前は元氣プロジェクト、トリトリオフィスに所属していた。旧名は梅沢 幸、梅里 紗希。

## 出演作品

### テレビアニメ
- がくえんゆーとぴあ まなびストレート!（校内放送）
- 機動新撰組 萌えよ剣（女の子、舞妓）
- SURF SIDE HIGH-SCHOOL（ナミ）
- ジュエルペット マジカルチェンジ（ゴリラ夫人）
- 人造人間キカイダー THE ANIMATION（母親）
- スクールランブル（花井の母、子分）
- 瀬戸の花嫁（三河海（少年時代））
- 電光超特急ヒカリアン（TVレポーター/キャスター（佐々木））
- NieA_7（女の子）
- 猫ラーメン（母親）
- パブー&モジーズ（クインシー・クエイル、リサ・レディバグ）
- フルーツバスケット（教師3）
- マージナルプリンス〜月桂樹の王子達〜（梅ヶ枝春臣（子供時代））
- DRAMAtical Murder（キオ）
- Re:␣ ハマトラ（洋子）

### ゲーム
- スクールランブル 姉さん事件です!
- PhaseD シリーズ（壱師美弥）
  - PhaseD 蒼華の章
  - PhaseD 黒聖の章[1]
  - PhaseD 朱姫の章[2]

### テレビ
- 矢部美穂のオンナの蜜談（MONDO21）